# Derek Price
Pour les articles homonymes, voir Price.
Derek John de Solla Price, né le 22 janvier 1922 à Leyton et mort le 3 septembre 1983, est un physicien britannique, spécialiste de l'histoire des sciences et de la science de l'information. Il est considéré comme le « père » de la scientométrie.

## Biographie
Derek Price est né le 22 janvier 1922 à Leyton. Il fit des études de mathématiques et de physique et obtint un PhD en physique. En 1947, il se maria avec Ellen Hjorth et fut recruté l'année suivante pour 3 ans comme assistant de mathématiques appliquées à Raffles College, la future Université nationale de Singapour. Il y fit la connaissance d'un historien de la marine, C. Northcote Parkinson, qui éveilla son intérêt pour l'histoire des techniques. Simultanément, soucieux de réunir pour l'université coloniale une collection complète des Philosophical Transactions of the Royal Society, il constata que le volume annuel des articles publiés dans ce périodique croissait exponentiellement : il présenta ses conclusions, qui marquent ses débuts en scientométrie, au 6e Congrès International d'Histoire des Sciences à Amsterdam (1950).

### L'histoire des instruments scientifiques
De retour en Angleterre, Price décida de se consacrer à l'histoire des sciences, et commença une seconde thèse de doctorat à l'Université de Cambridge, grâce à une bourse ICI : sa première idée était d'étudier les instruments scientifiques, jusqu'à ce qu'il tombe sur un manuscrit de la Bibliothèque de l'université de Cambridge a Peterhouse écrit en moyen anglais, consacré à la description d'une équatoire (The Equatorie of the Planetis). Dans sa thèse, Price attribue la rédaction de ce manuscrit à l'illustre Geoffrey Chaucer, déjà auteur d'un Traité sur l’Astrolabe. Au cours de ses recherches, il rencontra l'historien de la science chinoise, Joseph Needham, qui l'invita à participer à son recueil sur les horloges chinoises antiques (Heavenly Clockwork, 1960).

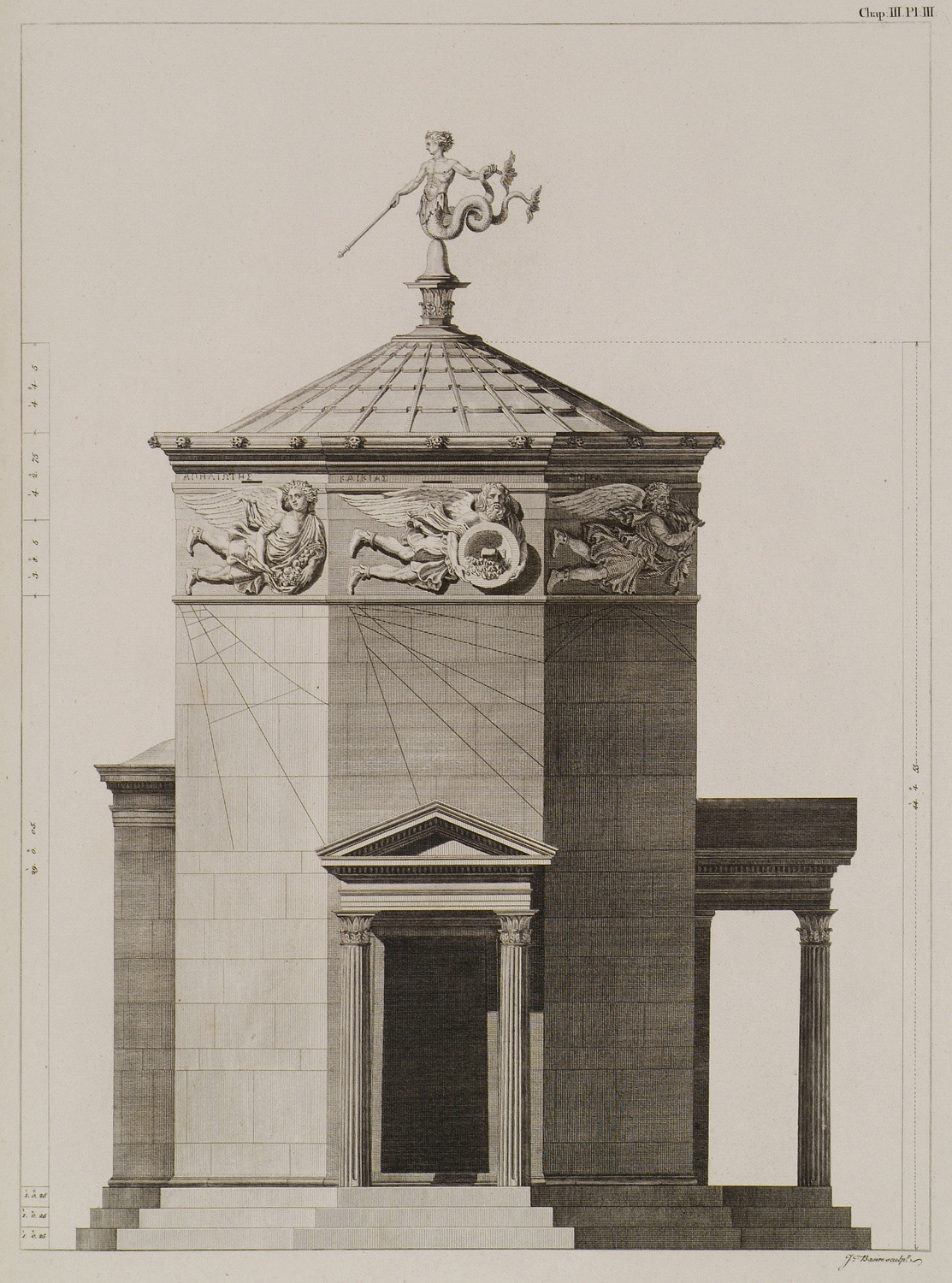
Élévation de la Tour des Vents d'Athènes (gravure de 1762 reproduite dans le livre de Noble et Price (1968).

Price s'attela ensuite à la confection d'un catalogue des astrolabes connus. Depuis le début des années 1950, Price s'intéressait au fonctionnement de la machine d'Anticythère, amas de bronze fort oxydé, retrouvé en 1900 dans une épave au large de l'île d'Anticythère, mais où l'on reconnaissait la présence de roues dentées. Pendant plus de 20 ans, utilisant toutes sortes de ressources allant du moulage à la radiographie, il s'efforça de reconstituer son mécanisme et consacra deux articles (1959 et 1974) à la question. Il établit qu'il s'agissait d'un planétaire, datant des environs de 80 av. J.-C.,. Avec Joseph Noble, il tenta de même de reconstituer le mécanisme qu'abritait la Tour des Vents d'Athènes, et qui reposait, selon lui, sur un moteur hydraulique.

### La scientométrie
Ne trouvant pas de poste de professeur dans l'Université britannique, Price accepta en 1960 un poste de consultant auprès de la Smithsonian Institution puis devint professeur d'histoire des sciences à l'université Yale, poste qu'il ne quittera plus. À partir des années 1960, Price se consacra à l'analyse quantitative de la production scientifique ou scientométrie, conçue comme une science politique. Il entra en collaboration avec le créateur du Science Citation Index (SCI), Eugene Garfield, avec qui il créa l'Institute for Scientific Information avec Eugene Garfield. De leurs travaux sortit son essai le plus connu, Little Science, Big Science, exploitant les premiers résultats obtenus avec cet indicateur, qui ne se limite pas à la quantité d'articles, mais aussi à la durée de leur impact. Dans une conférence donnée en 1965 à la Royal Institution de Londres, intitulée les bases de la politique scientifique, Price expliqua que la croissance exponentielle des publications constituait un défi pour les investisseurs, qui ne pouvait être relevé que grâce à la scientométrie. Il dégageait un certain nombre d'idées nouvelles, comme l'existence d'un circuit parallèle de communication scientifique, échappant au réseau des éditeurs.
Il meurt le 3 septembre 1983 à Londres d'une crise cardiaque.

## Prix et distinctions
En 1976 Price est lauréat de la médaille Léonard-de-Vinci décernée par la Society for the History of Technology (en).
En 1984, Price reçoit le Prix de la recherche de l'ASIS à titre posthume pour ses contributions exceptionnelles dans le champ de la science de l'information.

## Publications et œuvres
- (en) Derek John de Solla Price, « An Ancient Greek Computer », Scientific American,‎ juin 1959, p. 60-70
- (en) D. J. De Solla Price, « Networks of Scientific Papers », Science, vol. 149, no 3683,‎ 1965, p. 510-515 (PMID 14325149, DOI 10.1126/science.149.3683.510)
- Science et suprascience [Little Science, Big Science], trad. par G. Lévy, Paris : Fayard, 1972 [1963]
- Science Since Babylon[12] voir compte rendu[13]
- « Mechanical Waterclocks of the 14th Century in Fez, Morocco », dans Proceedings of the Tenth International Congress of the History of Science (Ithaca, N.Y, 1962), Paris: Hermann, pp. 599–602 (1962)
- Little Science, Big Science[14]
- Derek Price, « Networks of Scientific Papers », Science, vol. 149, no 3683,‎ 1965, p. 510–515 (PMID 14325149, DOI 10.1126/science.149.3683.510, Bibcode 1965Sci...149..510D)
- « Nations can Publish or Perish », dans International Science and Technology 70 84-90 (1967)
- "Citation Measures of Hard Science, Soft Science, Technology, and Nonscience", in Nelson, C. E. & Pollock, D.K. (eds.), Communication among Scientists and Engineers, Lexington, Massachusetts: D. C. Heath and Company, pp. 3–22 (1970).
- « Gears from the Greeks. The Antikythera mechanism : A calendar computer from ca. 80 B. C. », Philadelphie, The American Philosophical Society, vol. 64, 7e cahier, coll. « New Series », novembre 1974, 70 p.  (ISBN 978-0871696472) DOI 10.2307/1006146 JSTOR:1006146
- « A general theory of bibliometric and other cumulative advantage processes », Journal of the American Society for Information Science, vol. 27, no 5,‎ septembre 1976, p. 292–306 (DOI 10.1002/asi.4630270505, CiteSeerx 10.1.1.161.114) (Winner of 1976 JASIS paper award.)
- An Old Palmistry Being the Earliest Known Book of Palmistry in English, 1953, W. Heffer & Sons; 1st. Edition, ASIN B000PIYKBW
- The Origin of Clockwork, Perpetual Motion Devices, and the Compass, FQ Books, July 6, 2010), ASIN B003YMNPOE.
- with D. J.; Wang, Ling Heavenly Clockwork: The Great Astronomical clocks of Medieval China by Joseph Needham, Cambridge University Press (1678) ASIN B01JXO3E0Q.
- Measuring the Size of Science, 1969, Israel Academy of Sciences and Humanities, ASIN B007EMQHT0.
- An International Checklist of Astrolabes, 1955, Peyronnet, ASIN B0007JKDJ2.
- The Differences between Science and Technology, 1968, Thomas Alva Edison Foundation, ASIN- B0007HNK3U.
- Scientific Humanities: An Urgent Program, 1957, ASIN B0007KAV84.
- Portable Sundials in antiquity: Including an account of a new example from Aphrodisias, 1969, ASIN B0007K65O8.
- The Little Ship of Venice: A Middle English instrument tract, 1960, ASIN B0007JV620.
- Chaucer's astronomy (Weekly evening meeting), 1952.
- Contra-Copernicus, 1952, Royal Institution of Great Britain, ASIN- B0007KCWS6.
- Equatorie of the Planetis, 1955, 1st ed, Cambridge University Press,  (ISBN 978-0521059947).